# Cicinho (voetballer, 1986)
Alex Sandro Mendonça dos Santos (Jundiaí, 4 augustus 1986) - alias Cicinho - is een Braziliaans voetballer die bij voorkeur als rechtsback speelt. Hij verruilde in juli 2015 Sevilla FC transfervrij voor EC Bahia. 

## Erelijst
| Copa do Brasil | 1x | 2012 |